# The Astonishing
Albums de Dream Theater
Live at Luna Park
(2013) Distance over Time
(2019)
Singles
1. The Gift of Music
Sortie : 4 décembre 2015
2. Our New World

The Astonishing est le treizième album studio du groupe de metal progressif américain Dream Theater, sorti le 29 janvier 2016 sur le label Roadrunner Records. L'album est un opéra-rock en deux actes. L'album s'est classé sixième au classement des ventes d'albums américain Billboard 200 en février 2016.

## Historique
Pour la conception de cet opéra-rock, John Petrucci s'est inspiré de la comédie musicale Les Misérables, de Jesus Christ Superstar et de sagas telles que Le Seigneur des anneaux,Game of Thrones ou Star Wars.
L'album est enregistré aux studios Cove City Sounds, à Glen Cove. Sa sortie est suivie d'une tournée européenne,, suivi d'une tournée nord-américaine.

## Synopsis
Ce qui va suivre s'appuie sur le synopsis officiel de The Astonishing, publié par Dream Theater lors de la sortie de l'album (2016).

### Liste des personnages principaux
- Gabriel
- Arhys, frère de Gabriel, chef de la milice de Ravenskill
- Evangeline, femme d'Arhys
- Xander, fils d'Arhys
- Lord Nafaryus, Empereur du grand Empire du Nord des Amériques
- Arabelle, femme de Nafaryus
- Daryus, prince-héritier
- Faythe, princesse (sœur de Daryus)

### Premier acte
L'histoire se déroule en 2285. La région du nord-est des Etats-Unis est devenue une sorte de dictature dirigée par le Grand Empire du Nord des Amériques, avec à sa tête l'Empereur Nafaryus, l'Impératrice Arabelle et leurs deux enfants: le prince héritier Daryus et  la princesse Faythe. La musique y est désormais générée par des Nomacs, de petits drones qui produisent de la musique électronique. 
Dans le lointain village de Ravenskill, un jeune homme nommé Gabriel possède le don de chanter et de faire de la musique ("The Gift of Music"). Il est le frère du commandant de la milice rebelle de Ravenskill: Arhys. Ce dernier a un fils, Xander. Sa femme, Evangeline, est décédée ("A Better Life").
Il arrive aux oreilles de Nafaryus une rumeur selon laquelle Gabriel serait le sauveur du peuple. La famille impériale décide donc de se rendre à Ravenskill afin de le voir en chair et en os ("Lord Nafaryus"). Sur la place du village, Gabriel se produit pour le peuple lorsque la famille impériale se présente. À la demande de Nafaryus, Gabriel continue sa performance, les amenant presque tous à pleurer. Au même moment, Faythe se souvient comment elle avait trouvé un lecteur de musique quand elle était enfant, souvenir qu'elle a gardé  secret toute sa vie. Dès l'instant où Gabriel croise le regard de la princesse, tous deux tombent amoureux ("Act of Faythe"). 
Néanmoins, Nafaryus, bien que brièvement ému par le talent de Gabriel, voit en lui une menace à son règne. Il exige que les villageois lui livrent le jeune homme dans un délai de trois jours, menaçant de détruire Ravenskill si sa demande n'est pas honorée ("Three days"). Arhys cache son frère et refuse de l’abandonner ("Brother, Can You Hear Me?"). 
De retour au palais, Faythe veut revoir Gabriel. Ayant pris la précaution de se déguiser, elle commence son chemin pour Ravenskill. Mais sa mère veille: Araballe, qui a été mise au courant des intentions de sa fille, ordonne à Daryus de la suivre et de la protéger. Toutefois, Daryus a le sentiment d'avoir toujours été négligé par son père au profit de sa sœur. Il décide donc de se rendre à Ravenskill de son propre chef ("A Life Left Behind"). 
Une fois arrivée au village, Faythe rencontre Xander, qui lui fait aussitôt confiance et la conduit à son père, Arhys. La princesse le convainc de sa volonté de les aider. Elle parvient ainsi à accéder à la cachette de Gabriel. Après une étreinte langoureuse, la princesse lui confie qu'elle croit pouvoir convaincre son père d'abandonner sa traque ("Ravenskill"). Le musicien lui répond que s'il avait la possibilité de rencontrer l'Empereur à nouveau, il pourrait faire usage de son don dans le but d'influencer et d'inspirer Nafaryus à la restauration de la paix sur Terre ("Chosen").
Mais pendant ce temps, Daryus retrouve la maison d'Arhys et kidnappe Xander. Le ravisseur promet qu'il vivra en sécurité et deviendra riche à la condition qu'Arhys lui amène Gabriel. Par ce chantage, Daryus espère gagner le respect de son père ("A Tempting Offer"). En se souvenant de la promesse qu'il avait faite à Evangeline de protéger leur fils ("The X Aspect"), Arhys est contraint d'accepter ce marché infâme. 
La princesse Faythe rentre au palais et apprend que son lecteur de musique a appartenu à son père. Après un temps certain de discussion, celui-ci s'incline finalement devant les supplications de sa fille ("A New Begining") et accepte de rencontrer Gabriel dans un amphithéâtre abandonné appelé Heaven's Cove ("The Road to Revolution").

### Second acte
Arhys informe Daryus que Gabriel sera à Heaven's Cove cette nuit ("Moment of Betrayal"). Alors que l'heure de la rencontre approche ("Heaven's Cove"), Faythe décide de se servir de son pouvoir lié à son statut impérial pour transformer le monde pour de bon ("Begin Again"). 
Dans l'amphithéâtre, Arhys change d'avis quant au marché passé avec Daryus. Lorsque ce dernier paraît, ils engagent un combat. Daryus maîtrise Arhys puis le tue ("The Path That Divides"), sans savoir que Xander les avait suivis et avait assisté à l'ensemble de la scène. Comme il courait en direction du cadavre de son père, Daryus vit une silhouette qui s'approchait de lui. Pensant à tort qu'il s'agit de Gabriel, le prince tente de tuer l'individu, en réalisant trop tard qu'il s'agissait de Faythe ("The Walking Shadow"). 
En arrivant sur les lieux, Gabriel voit son frère mort et Faythe agonisante. Couvrant les oreilles de Xander, il déchaîne un cri qui faisant devenir Daryus sourd. Ce cri est entendu par Nafaryus, Arabelle, et toute la ville ("My Last Farewell"). 
L'Empereur et l'Impératrice arrivent à leur tour et supplient Gabriel d'utiliser son don musical pour sauver la princesse ("Losing Faythe"), mais le jeune homme est totalement incapable de chanter après avoir crié si fort ("Whispers on the Wind"). Les habitants, attirés par le raffut, arrivent et commencent à chanter, donnant ainsi de l’espoir à Gabriel. Puisant dans ses ressources les plus profondes, il trouve la capacité à chanter et ramène Faythe à la vie ("Hymn of a Thousand Voices"). 
Admiratif du miracle qui vient de se produire, Nafaryus décide de mettre fin au conflit avec Gabriel et désactive les NOMACS. Daryus est pardonné de ses fautes, Faythe et Gabriel fondent avec Xander une nouvelle famille ("Our New World"). Quant à l'Empereur, il décide de gouverner de manière juste et bonne, dans ce nouveau monde où la musique est à nouveau appréciée ("Astonishing"). 

## Fiche technique

### Liste des pistes
Toutes les paroles sont écrites par John Petrucci, toute la musique est composée par John Petrucci et Jordan Rudess.
| 1.  | Descent of the NOMACS     | 1:10 |
| 2.  | Dystopian Overture        | 4:50 |
| 3.  | The Gift of Music         | 4:00 |
| 4.  | The Answer                | 1:52 |
| 5.  | A Better Life             | 4:39 |
| 6.  | Lord Nafaryus             | 3:28 |
| 7.  | A Savior in the Square    | 4:13 |
| 8.  | When Your Time Has Come   | 4:19 |
| 9.  | Act of Faythe             | 5:00 |
| 10. | Three Days                | 3:44 |
| 11. | The Hovering Sojourn      | 0:27 |
| 12. | Brother, Can You Hear Me? | 5:11 |
| 13. | A Life Left Behind        | 5:49 |
| 14. | Ravenskill                | 6:01 |
| 15. | Chosen                    | 4:32 |
| 16. | A Tempting Offer          | 4:19 |
| 17. | Digital Discord           | 0:47 |
| 18. | The X Aspect              | 4:13 |
| 19. | A New Beginning           | 7:41 |
| 20. | The Road to Revolution    | 3:35 |

| 1.  | 2285 Entr'acte            | 2:20 |
| 2.  | Moment of Betrayal        | 6:11 |
| 3.  | Heaven's Cove             | 4:19 |
| 4.  | Begin Again               | 3:54 |
| 5.  | The Path That Divides     | 5:09 |
| 6.  | Machine Chatter           | 1:03 |
| 7.  | The Walking Shadow        | 2:58 |
| 8.  | My Last Farewell          | 3:44 |
| 9.  | Losing Faythe             | 4:13 |
| 10. | Whispers on the Wind      | 1:37 |
| 11. | Hymn of a Thousand Voices | 3:38 |
| 12. | Our New World             | 4:12 |
| 13. | Power Down                | 1:25 |
| 14. | Astonishing               | 5:51 |

| Dream Theater - James LaBrie: chant - John Petrucci: guitare et production - Jordan Rudess: clavier - John Myung: basse - Mike Mangini: batterie et percussions Musiciens additionnels - Eric Rigler: cornemuse sur The X Aspect - City of Prague Philharmonic Orchestra | - John Petrucci: production - Richard Chycki: ingénieur du son et mixage - Jie Ma: illustrations - David Campbell: arrangements de l'orchestre et de la chorale |